# Regula Schmidt-Bott
Regula Schmidt-Bott (* 10. Juni 1945 in Schwäbisch Gmünd; † 11. Oktober 2015) war eine deutsche Politikerin. Sie war von 1987 bis 1989 Mitglied des Deutschen Bundestages.

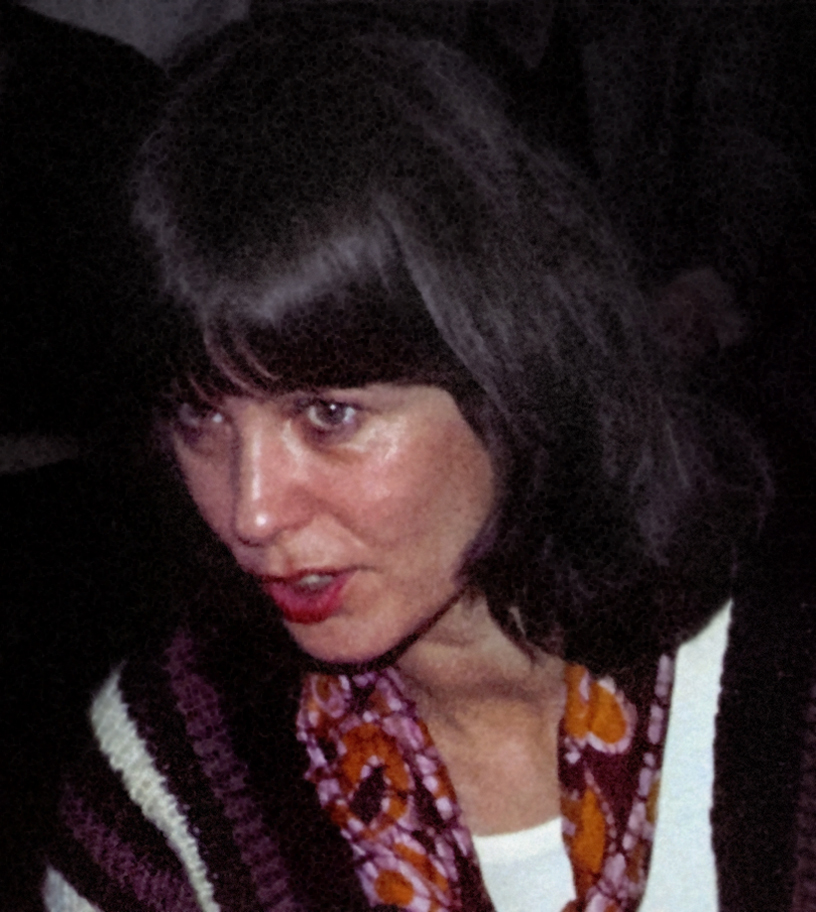
Regula Schmidt-Bott

## Leben
Nach dem Abitur 1965 begann sie ein Studium der Psychologie, das sie 1972 als Diplom-Psychologin abschloss. Danach war sie in Hamburg vielfältig tätig, so zum Beispiel in der Erziehungsberatung, in Frauen-Gesprächsgruppen, in der Gleichstellungsstelle des Hamburger Senats und in der Adoptionsvermittlung.
Schon als Schülerin engagierte sie sich seit 1960 politisch. So nahm sie an den Ostermärschen teil und schloss sich Ende der 1960er Jahre der Studentenbewegung an.
Von 1966 bis 1981 war sie Mitglied der Jusos beziehungsweise der SPD, wo sie zur antirevisionistischen Strömung gehörte und linkssozialistisch-feministische Positionen vertrat. Zeitweise gehörte sie dem SPD-Landesvorstand an. Nach dem Rücktritt von Bürgermeister Hans-Ulrich Klose 1981 verließ sie die SPD. Anschließend gehörte sie dann zu den Gründungsmitgliedern der „Alternativen Liste“ (AL) in Hamburg, welche 1982 gemeinsam mit dem Hamburger Landesverband der Grünen als Grün-Alternative Liste bei den Wahlen zur Hamburgischen Bürgerschaft antrat. Nach der Auflösung der AL 1984 wurde sie auch Mitglied der Partei „Die Grünen“.
Von 1982 bis 1984 war sie für die GAL-Mitglied der Hamburgischen Bürgerschaft. 1987 wurde sie in den Deutschen Bundestag gewählt, aus dem sie als Verfechterin des Rotationsprinzips Anfang 1989 zugunsten ihrer Nachrückerin wieder ausschied.
Als sich im innerparteilichen Streit zwischen „Fundis“ und „Realos“ abzeichnete, dass die „Realos“ sich durchsetzen, trat sie unter Protest zusammen mit mehreren anderen „Fundis“, die sich selbst als „ÖkosozialistInnen“ bezeichneten, im April 1990 aus der Partei „Die Grünen“ aus.
Auch nach dem Ausscheiden aus dem Bundestag und den Grünen war Regula Bott (wie sie sich später wieder nannte) in der Öffentlichkeit mit politischem Engagement zu vernehmen. So setzte sie sich für die Abschaffung von Babyklappen ein. Ihrer Meinung nach erzeugten solche Klappen zusätzlichen Anreiz, Neugeborene anonym wegzugeben, und nähmen diesen Kindern die Möglichkeit, ihre Herkunft zu ergründen.
In den letzten Jahren beschäftigte sich Bott mit dem auf ihre Initiative hin entstandenen Projekt Altersstarrsinn. Ziel war es, mit Hilfe eines Bauvereins ein genossenschaftliches, altersgerechtes Wohnprojekt für Angehörige der Generation 50 plus zu schaffen. Mit der symbolischen Besetzung eines leerstehenden Gebäudes in Hamburg-Bahrenfeld versuchten Vereinsmitglieder 2013 ihrem Vorhaben Nachdruck zu verleihen.

## Schriften
- mit Johannes Münder und Vera Slupik: Rechtliche und politische Diskriminierung von Frauen. Leske & Budrich Verlag, Opladen 1984, ISBN 3-8100-0487-1.
- Regula Bott (Hrsg.): Adoptierte suchen ihre Herkunft. Verlag Vandenhoeck & Ruprecht, Göttingen 1995, ISBN 3-525-01714-6.